# Département de Sacatepéquez
Sacatepéquez est un des 22 départements du Guatemala. Sa population était estimée à 389 911 habitants en 2020. Le mot Sacatepéquez vient du dialecte maya pipil, signifiant « Montagne herbeuse ».
Son chef-lieu est Antigua Guatemala. Une autre ville importante est Ciudad Vieja.

## Géographie
Les rivières de Guacalate, Los Encuentros, Las Cañas, Pensativo et Sumpango traversent le département.

## Municipalités
1. Alotenango
2. Antigua Guatemala
3. Ciudad Vieja
4. Jocotenango
5. Magdalena Milpas Altas
6. Pastores
7. San Antonio Aguas Calientes
8. San Bartolomé Milpas Altas
9. San Lucas Sacatepéquez
10. San Miguel Dueñas
11. Santiago Sacatepéquez
12. Santa Catarina Barahona
13. Santa Lucía Milpas Altas
14. Santa María de Jesús
15. Santo Domingo Xenacoj
16. Sumpango